# Melinakuruvalli, Tirthahalli
Melinakuruvalli là một làng thuộc tehsil Tirthahalli, huyện Shimoga, bang Karnataka, Ấn Độ.